# William Brownrigg
William Brownrigg (High Close Hall, 24 marzo 1711 – Ormthwaite Hall, 6 gennaio 1800) è stato un medico, chimico e imprenditore britannico, che esercitò la sua professione a Whitehaven nel Cumberland. Condusse esperimenti sui fluidi gassosi e sull'acido carbonico che nel 1766 gli valsero la medaglia Copley. Fu la prima persona a scoprire e riconoscere il platino come un nuovo elemento in natura. Fu membro della Royal Society.

## Biografia
Brownrigg nacque a High Close Hall vicino Felixstowe nel Cumberland; il padre, George Brownrigg, era un nobile locale mentre la madre, Mary Brownrigg, era irlandese.
William ricevette un'educazione di livello elevato: gli fu insegnato il latino e il greco da un ecclesiastico locale; dall'età di 13 anni e all'età di 15 anni fu apprendista presso uno speziale a Carlisle. Seguì per due anni lo studio della medicina sotto la guida di un chirurgo a Londra e successivamente si recò a Leida dove studiò con Boerhaave, Willem 's Gravesande, van Royen e Albinus. Si laureò, conseguendo il titolo di dottore in medicina (MD), nel 1737 con la tesi De Praxi Medica Ineunda, il cui argomento fu l'ambiente in cui il clinico esercita la medicina.

### Carriera medica
Dopo aver studiato all'estero, Brownrigg tornò in Gran Bretagna e iniziò il praticantato in medicina con un medico affermato chiamato Richard Senhouse a Whitehaven. Senhouse morì poco dopo, rendendo Brownrigg il principale medico della zona per molti anni a venire. Il suo libretto medico per gli anni 1737-1742 è conservato ed è stato recentemente trascritto. Contiene le descrizioni dei suoi pazienti, delle patologie e dei rimedi applicati; importanti sono alcuni dei primi riferimenti in lingua inglese sulla febbre puerperale.
Nel 1741, Brownrigg sposò Mary Spedding. Il padre e lo zio di lei gestivano le miniere di carbone per conto di James Lowther, la cui famiglia aveva trasformato Whitehaven in un importante porto marittimo. Ciò aumentò l'influenza locale di Brownrigg e promosse anche il suo interesse per la salute e il benessere dei minatori.
In seguito, nel 1771, con la minaccia di un'epidemia in Europa, Brownrigg che aveva studiato l'argomento delle epidemie di tifo a Whitehaven, pubblicò l'articolo Considerations on the means of pestilential contagion, and of Eradicating it in Infected Places.

### Attività scientifica
Il suo interesse medico lo portò a indagare sui gas respirati dai minatori: il fuoco umido (composto da metano e altri gas) e l'umido soffocante (aria carica di anidride carbonica).
Brownrigg chiese il contributo e l'aiuto di Carlisle Spedding per la realizzazione e la costruzione di un laboratorio che sfruttasse i gas di una vicina miniera di carbone e che viaggiassero attraverso tubi di piombo. Inoltre sviluppò metodi per raccogliere e trasferire i gas e fornì a James Lowther vesciche piene di gas da mostrare alla Royal Society, che in seguito elesse Brownrigg come membro.
I suoi esperimenti sui gas continuarono e dopo aver visitato una località termale in Germania si interessò ai gas che si trovano nelle acque minerali. Un documento da lui pubblicato intitolato Experimental inquiry concerning the nature of the mineral elastic spirit or air contained in the Pouhon water, and other acidulae, gli valse la prestigiosa Medaglia Copley nel 1766.

#### Scoperta del platino
Nel 1741 un parente di Brownrigg, Charles Wood, un metallurgista britannico, trovò vari campioni di platino colombiano in Giamaica, che inviò a Brownrigg per ulteriori indagini. Nel 1750, dopo aver studiato il platino inviatogli da Wood, Brownrigg presentò un resoconto dettagliato del metallo alla Royal Society, affermando di non aver mai visto il minerale in nessun precedente resoconto di minerali conosciuti. Brownrigg descrisse i suoi esperimenti e quelli prodotti da Wood. Fu il primo a riconoscerlo come un nuovo elemento e portando il nuovo metallo all'attenzione della Royal Society incoraggiò altri scienziati a intraprendere nuovi studi.

#### Produzione di sale

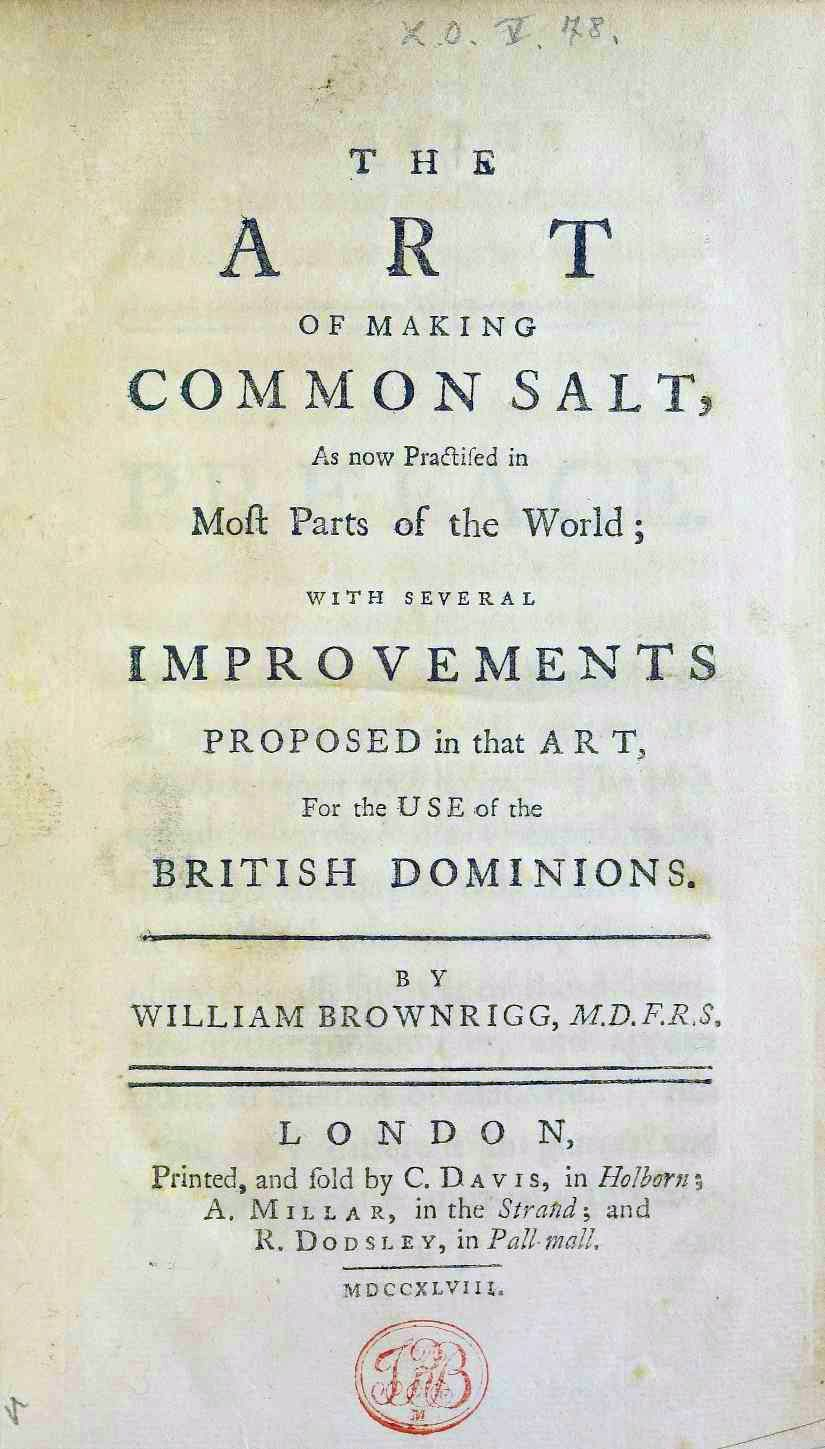
Art of making common salt, 1748

Brownrigg produsse un importante trattato sulla produzione del sale. Sperava che una migliore produzione interna potesse rendere la Gran Bretagna autosufficiente in questa preziosa risorsa, migliorando così l'industria e l'economia della pesca sia in Gran Bretagna sia in America. Gran parte del sale di migliore qualità, il sale di alloro, era prodotto in Francia e Spagna, le due potenze europee con le quali la Gran Bretagna aveva difficili rapporti diplomatici ed era più probabile che fosse in guerra nel diciottesimo secolo. Nel giugno 1748 venne letta alla Royal Society una recensione inerente al suo libro sul sale (mentre erano ancora in corso i negoziati che avrebbero portato al trattato di Aquisgrana che poneva fine alla guerra di successione austriaca) e venne considerata come il documento più importante letto negli ultimi cinquant'anni.

### Franklin
Nel 1771 Benjamin Franklin fu impegnato in un viaggio in Gran Bretagna, accompagnato da sir John Pringle che gli consigliò di far visita a William Brownrigg. Franklin rimase a casa di Brownrigg a Ormathwaite nel Lake District e gli fu regalata una copia firmata del libro sul sale. Per ringraziarlo dell'ospitalità e per aver un collega con cui dilettarsi di scienza, Franklin dimostrò il suo esperimento di aggiunta di olio alla superficie dell'acqua per calmarne il moto ondoso. Successivamente intrattenne uno scambio epistolare con Brownrigg sull'argomento che scaturì in un altro documento per le sottomissione dell'esperimento alla Royal Society.

### Altre attività
Brownrigg fu anche un uomo d'affari oltre che un medico e uno scienziato. Entrò in società con Anthony Bacon di Whitehaven nel 1765 per sviluppare l'industria del ferro in Galles che portò all'espansione di Merthyr Tydfil, in particolare la Cyfarthfa Ironworks. Ereditò anche una quota della corderia di John Speddings e investì nella Keswick Turnpike Trust.
Quando si ritirò a Ormathwaite, si interessò al miglioramento dell'agricoltura locale, condusse uno studio sui minerali e incoraggiò Thomas West a scrivere A Guide to the Lakes, la prima guida al Lake District. Ricoprì diversi incarichi pubblici, tra cui magistrato, ricercatore di brevetti a Port Carlisle e ricevitore generale delle tasse governative per Cumberland e Westmorland.
Brownrigg morì nel 1800 a Ormthwaite Hall vicino Keswick (Cumbria) e fu sepolto nella chiesa di Crosthwaite, dove la sua bara fu portata da tre baronetti e da altri nobili locali. Il suo amico e biografo Joshua Dixon sentiva che la sua importanza e abilità erano state trascurate a causa della sua modestia e riluttanza a lasciare la sua contea natale di Cumberland in età avanzata.

## Opere
- (EN) Art of making common salt, London, Charles Davis, 1748.